# Bae Bae
"Bae Bae" é uma canção do grupo sul-coreano Big Bang, contida em seu single M (2015) e em seu terceiro álbum de estúdio Made (2016). Foi lançada em formato digital em 1 de maio de 2015 pela YG Entertainment. Juntamente com o single "Loser", tornou-se o primeiro lançamento do grupo em três anos. Críticos musicais avaliaram a faixa de forma positiva, notando suas letras de conteúdo sexual, bem como seu vídeo musical correspondente, o que é um tema pouco utilizado no K-pop. 
Na Coreia do Sul, "Bae Bae" tornou-se a quarta canção de melhor desempenho do ano de 2015 na parada da Gaon, levando o Big Bang a ser o primeiro artista a listar três canções dentro de seu top 5 anual. Além disso, a faixa venceu o prêmio de Canção do Ano no Korean Music Awards de 2016.

## Antecedentes e composição
Após o Big Bang realizar uma pausa com duração de três anos, a YG Entertainment anunciou o lançamento de um projeto especial contendo quatro álbuns singles. Mais tarde, imagens teasers foram divulgadas a fim de promover o lançamento do primeiro álbum single, intitulado M, contendo as canções "Loser" e "Bae Bae". O anúncio referente aos títulos das canções, foi realizado em sua terceira imagem teaser divulgada. Além disso, outras imagens promocionais foram lançadas, e consistiram em informações sobre os responsáveis pela produção de ambas as faixas.
Composta e produzida por G-Dragon, Teddy Park e T.O.P, "Bae Bae" é uma canção de Hip hop e R&B, que incorpora elementos de trap. Ela foi notada por seus "elementos que instiga os limites" e por suas referências sexuais. Liricamente, foi inspirada no trabalho do pintor anglo-irlandês, Francis Bacon. G-Dragon explicou a inspiração dizendo: "um dia estava olhando algum trabalho de Francis Bacon em um museu, e ele pareceu estranhamente erótico para mim. Não sei por que”. E acrescentou: "estávamos trabalhando no álbum na época, e enquanto eu estava escrevendo a música, continuei olhando para suas pinturas. Então, elas me inspiraram muito de alguma forma".

## Recepção da crítica
A Billboard classificou "Bae Bae" em número quinze em sua lista referente as vinte melhores canções de K-pop de 2015, enquanto a revista Dazed posicionou-a em número oito em lista semelhante, afirmando que a canção "ofereceu um passeio divertido através de um jovem amor em contraste com a construção hermética de sua assinatura, com os rappers G-Dragon e TOP, entregando um fluxo energético, enquanto os vocais de Taeyang, Daesung e Seungri suavizam seus momentos mais ousados". A revista online coreana IZM também classificou "Bae Bae" como um dos melhores singles do ano, elogiando a segurança da faixa sobre sua "batida sem vergonha" e como foi capaz de conseguir a realização incomum de ser popular tanto em sua parte mainstream como na experimental.
O jornal Sun-Times incluiu a faixa em sua lista referente as dez melhores canções do Big Bang. Em 2016, foi eleita a quinta melhor canção de ídolos de K-pop masculinos dos últimos vinte anos, através de uma pesquisa realizada pelo jornal sul-coreano Dong-a Ilbo, envolvendo duas mil pessoas e trinta especialistas da indústria da música. Alicia Tan do site Mashable, em sua análise de "Bae Bae" afirmou que: "não se pode negar como o Big Bang sempre acertou em cheio quando se trata de equilibrar os vocais suaves com o rap contundente para fazer canções de ponta".

## Vídeo musical

### Produção e sinopse
O vídeo musical de "Bae Bae" lançado em 30 de abril de 2015, foi dirigido por Seo Hyun-Seung, responsável também pela direção do vídeo de "Fantastic Baby", também pertencente ao grupo. Seu conceito foi planejado para ser algo incomum, onde as pessoas "pudessem encontrar diversão e se sentir em um mundo diferente". A produção que recebeu uma classificação indicativa para maiores de dezenove anos na Coreia do Sul, inclui diversas referências eróticas, ainda que não explícitas, que foram consideradas "bastante ousadas para os padrões do K-pop". O vídeo inicia-se com G-Dragon se esfregando em manequins femininos e prossegue com Taeyang em um cavalo vestido como um caubói. As cenas de T.O.P foram consideradas as mais significativas, vestido com referências ao personagem coringa, ele se utiliza de uma seringa para atirar um líquido de conteúdo branco no rosto de seu interesse amoroso. Daesung e Seungri ficam quentes e intensos com seus respectivos interesses amorosos. No fim da produção, os cinco membros se reúnem na lua com modelos vestidas como princesas da Disney.

### Recepção
Para Jeff Benjamin da Billboard, o vídeo de "Bae Bae" representa o ápice sexual do grupo, sendo não apenas o vídeo mais sexual do Big Bang, mas também o vídeo mais sexual já realizado por um grupo masculino de K-pop. O canal Fuse elogiou o estilo e o visual do vídeo, notando como o quinteto "desafia as normas" através de seu visual "mais louco". A Vulture listou a canção como uma das "Dez melhores novas canções da semana", descrevendo que o "Big Bang é o melhor em misturar estéticas, e o vídeo musical é um excelente exemplo de como eles saltam do realismo de uma novela romântica para um psicodélico Chapeleiro Maluco". Além da recepção favorável dos críticos especializados, o vídeo musical de "Bae Bae" tornou-se o quarto vídeo de K-pop mais visto na América e ao redor do mundo no mês de abril de 2015, com apenas algumas horas de lançamento. Posteriormente ele venceu o prêmio de Melhor Vídeo Musical no Mnet Asian Music Awards do mesmo ano.

## Desempenho nas paradas musicais
Na Coreia do Sul, "Bae Bae" estreou faltando apenas dois dias para o encerramento da parada semanal vigente da Gaon, ela atingiu a posição de número dois na Gaon Download Chart com vendas de 217,594 mil downloads digitais, além de posicionar-se em número três na Gaon Digital Chart e em número quinze na Gaon Streaming Chart. Na semana seguinte, subiu para seu pico de número dois na Gaon Digital Chart e Gaon Streaming Chart, atrás apenas de "Loser" e permaneceu na segunda posição da Gaon Download Chart com vendas de 178,764 mil cópias. "Bae Bae" vendeu mais de oitocentos mil downloads digitais pagos em dois meses, atingindo um milhão de cópias no país em 13 de agosto de 2015. 
Em Taiwan, "Bae Bae" foi eleita a oitava canção coreana mais popular do ano, através do serviço de música KKBox. Em Hong Kong, tornou-se uma das dez canções mais vendidas de 2015, e recebeu um prêmio digital pela Radio Television Hong Kong (RTHK). Nos Estados Unidos, estreou em número dois na Billboard World Digital Songs, atrás apenas de "Loser".
| Paradas (2015)                                 | Melhor posição |
| ---------------------------------------------- | -------------- |
| Coreia do Sul (Gaon Weekly Digital Chart)      | 2              |
| Coreia do Sul (Gaon Monthly Digital Chart)     | 2              |
| Coreia do Sul (Gaon Weekly Download Chart)     | 2              |
| Coreia do Sul (Gaon Weekly Streaming Chart)    | 2              |
| Estados Unidos (Billboard World Digital Songs) | 2              |
| Finlândia (Suomen virallinen lista)            | 30             |

| País           | Parada                        | Vendas    |
| -------------- | ----------------------------- | --------- |
| Coreia do Sul  | Gaon Download Chart (2015)    | 1,421,715 |
| Estados Unidos | Billboard World Digital Songs | 8,000     |

| Paradas (2015)                                 | Posição |
| ---------------------------------------------- | ------- |
| Coreia do Sul (Gaon Yearly Digital Chart)      | 4       |
| Estados Unidos (Billboard World Digital Songs) | 11      |

## Prêmios e indicações
| Ano  | Premiação               | Categoria                      | Resultado | Ref.   |
| ---- | ----------------------- | ------------------------------ | --------- | ------ |
| 2015 | Mnet Asian Music Awards | Melhor Vídeo Musical           | Venceu    | [ 31 ] |
| 2016 | Korean Music Awards     | Canção do Ano                  | Venceu    | [ 32 ] |
| 2016 | Korean Music Awards     | Melhor Canção de Rap & Hip-Hop | Indicado  | [ 32 ] |

## Histórico de lançamento
| Região        | Data               | Formato             | Gravadora        |
| ------------- | ------------------ | ------------------- | ---------------- |
| Coreia do Sul | 1 de maio de 2015  | CD download digital | YG Entertainment |
| Mundo         | 1 de maio de 2015  | CD download digital | YG Entertainment |
| Japão         | 27 de maio de 2015 | CD download digital | YGEX             |